# Jutro klasówka
Jutro klasówka − zbiór 5 opowiadań autorstwa Edmunda Niziurskiego. Od 1970 roku zbiór został rozszerzony o opowiadania Wielka heca i Fałszywy trop. Opowiadanie tytułowe jest szóstym (obok pięciu innych opowiadań zamieszczonych w zbiorze Nikodem, czyli tajemnica gabinetu nawiązującym do powieści Awantura w Niekłaju, a w niewielkim stopniu do powieści nawiązuje też Afera w Złotym Plastrze, której akcja dzieje się w miejscowości wspominanej w „cyklu z Niekłaja” jako sąsiednia miejscowość.

## Utwory
- Jutro klasówka
- Afera w „Złotym plastrze”
- Wyspa Strachowica
- Wielka heca
- Fałszywy trop

## Opis fabuły

### Jutro klasówka
Opowiadanie z cyklu rozpoczętego powieścią Awantura w Niekłaju. Bohaterowie, Jarek Strzębski i Zbigniew Cykucki, obawiają się klasówki z matematyki, gdyż zamiast uczyć się, przez całą zimę grali w hokeja jako bramkarze z uczniami starszej klasy. Ponieważ koledzy mają obowiązek zabezpieczyć ich przed zagrożeniem ze strony nauczyciela matematyki, zostają wplątani w serię wydarzeń związanych z symulowaniem chorób uniemożliwiających pisanie klasówki, a ostatecznie lądują u znachora, który „leczy” nieświadomych jego oszustw, starszych ludzi z okolicy.

### Afera w „Złotym plastrze”
Bohaterowie opowiadania są grupą chłopców działających w uczniowskiej spółdzielni w Zgórsku (niedaleko Niekłaja). Ponieważ wszystkie inne działalności są już zajęte, decydują się na hodowlę pszczół. Okazuje się, że wszystkie pozostałe spółdzielnie uczniowskie kolejno załamują się, gdyż uczniowie nie są w stanie podołać swoim zadaniom (opowiadanie jest kpiną z masowego lansowania spółdzielczości). W pszczelarskiej spółdzielni „Złoty plaster”, posiadającej tylko jeden ul, też dochodzi do problemów, ul jest okradany, ale ostatecznie nowy członek spółdzielni jako detektyw rozwiązuje zagadkę.

### Wyspa Strachowica
Nietypowe opowiadanie jak na autora, ponieważ narratorką i wszystkimi bohaterkami są dziewczyny. W opowiadaniu wyprawiają się łodziami na samotną wyspę na jeziorze, gdzie według legendy ukryty jest skarb pruskiego junkra Strachowica, a tam muszą zmierzyć z jej trudnym terenem i przyrodą.

### Wielka heca
Akcja rozgrywa się pod koniec lat pięćdziesiątych XX w. Po przyjeździe na kolonie nad jeziorem grupa chłopców dowiaduje się od miejscowego rybaka Cyryla, że podczas poprzedniego turnusu na jeziorze zaginęli dwaj uczestnicy kolonii. W wyniku różnych wydarzeń faktyczne kierownictwo kolonii przejmuje jeden z wychowawców, młody student, a jego stanowczość wywołuje bunt dwóch uczestników, którzy uciekają z kolonii i znikają bez śladu, pojawia się podejrzenie, że też utonęli w jeziorze. Tymczasem jeden z chłopców w nocy widzi tajemnicze światło na jeziorze, ale ponieważ jest nerwowy, nikt mu nie wierzy. Jego koledzy próbują rozwikłać zagadkę zaginięcia czterech kolejnych kolonistów i świateł na jeziorze.

### Fałszywy trop
Akcja opowiadania rozgrywa się podczas biegu terenowego na obozie harcerskim. Dwaj harcerze oddzielają się od grupy, aby sprawdzić, który ślad zostawiony przez ukrywający się zastęp jest prawdziwy, a który fałszywy. Podczas tropienia w lesie wpadają na uzbrojonych przestępców, próbujących nielegalnie przekroczyć granicę. Próbują uwolnić się i zarazem doprowadzić do ich ujęcia.